# 犬どろぼう完全計画
『犬どろぼう完全計画』（いぬどろぼうかんぜんけいかく、原題：개를 훔치는 완벽한 방법）は、2014年の韓国映画。アメリカ人作家のバーバラ・オコーナーの同名の小説を映画化。

## ストーリー
経営していたピザ屋が潰れ、父親が行方不明となってしまった娘のジソ(イ・レ)は母親のジョンヒョンと共に家を追い出され、車中で生活をせざるを得なくなった。そんな中、レストランを経営するマダム(キム・ヘジャ)のいなくなった飼い犬を見つければ500万ウォンをさしあげるという張り紙を見たジソは、不動産屋の坪単価500万ウォンの家の広告を見たことから500万ウォンで家が買えると勘違いし、既に見つかった犬を誘拐する計画を立てる。

## キャスト
- ジソ：イ・レ
- マダム：キム・ヘジャ
- デポー：チェ・ミンス
- ジョンヒョン：カン・ヘジョン
- スヨン：イ・チョニ
- ソクグ：イ・ホンギ
- チェラン：イ・ジゥオン
- ホン・ウンテク：ジソク